# 星泽亚里沙
星泽亚里沙（日语：／，3月8日—），現寶塚歌劇團雪組娘役，暱稱 、，大阪府豐中市人，曾就讀於關西大學高等部，身高164公分。

## 簡介
- 2022年，進入寶塚歌劇團，108期生[2][3][4]；同期生有雅耀(現月組男役)、美渦せいか(現月組娘役)、花恋こまち(現宙組娘役)[2][3][4]。初次登台表演為星組公演『めぐり会いは再び next generation-真夜中の依頼人（ミッドナイト・ガールフレンド）-(再次相逢next generation－深夜中的委託人～，改編皮耶·德·馬里沃原作劇本「愛情與偶然狂想曲」)』[2][3][4]，之後被分到雪組[4][5][6]。
- 2024年，『ボイルド・ドイル・オンザ・トイル・トレイル(沸騰的道爾踏上艱辛之路)』新人公演，是她第一次擔任新人公演女主角[7][8]。
- 2025年，第一次擔任寶塚Bow Hall公演女主角，劇目是『ステップ・バイ・ミー(站在我這邊)』。

## 寶塚歌劇團時期

### 初舞台
- 2022年4月 寶塚大劇場星組公演『めぐり会いは再び next generation-真夜中の依頼人（ミッドナイト・ガールフレンド）-(再次相逢next generation－深夜中的委託人～，改編皮耶·德·馬里沃原作劇本「愛情與偶然狂想曲」)』[2][9][10]

### 雪組時期
- 2022年10-12月 『蒼穹之昴』[11]
- 2023年2-3月 KAAT神奈川藝術劇場、梅田藝術劇場『海辺のストルーエンセ(海邊的施澤林特)』飾演:王太子フレゼリク(弗雷德里克王太子)[4][12]
- 2023年4-7月『Lilac（ライラック）の夢路(紫丁香的夢路)』『ジュエル・ド・パリ!!(Jewel de Paris!!/巴黎的寶石)』[13]
- 2023年8-9月『愛するには短すぎる(愛苦短)』『ジュエル・ド・パリ!!(Jewel de Paris!!/巴黎的寶石)』[4][14]※全國巡迴公演
- 2023年12月 寶塚大劇場『ボイルド・ドイル・オンザ・トイル・トレイル(沸騰的道爾踏上艱辛之路)』『FROZEN HOLIDAY（フローズン・ホリデイ）(冰雪假期)』[15][16][17]※寶塚大劇場新人公演取消
- 2024年1-2月 東京寶塚劇場『ボイルド・ドイル・オンザ・トイル・トレイル(沸騰的道爾踏上艱辛之路)』新人公演 飾演:ルイーザ・ドイル(路易莎·道爾)(正式公演:夢白あや)『FROZEN HOLIDAY（フローズン・ホリデイ）(冰雪假期)』[7][8][17][18]＊第一次擔任新人公演女主角
- 2024年4-5月 寶塚Bow Hall『39 Steps(國防大機密，改編自約翰·布肯原作同名小說)』飾演:ケイト(凱特)[19][20]
- 2024年7-10月『ベルサイユのばら-フェルゼン編-(凡爾賽玫瑰-菲爾遜篇)』飾演:王子 新人公演 飾演:ミレイユ(米蕾爾)(正式公演:有栖妃華)/女官長(正式公演:愛空みなみ)/小公女(正式公演:白綺華)[21]
- 2024年12月-2025年1月 梅田藝術劇場、KAAT神奈川藝術劇場『FORMOSA!!（フォルモサ）(福爾摩沙)』飾演:メイベル・オズワルド(梅布爾・奧斯華)[22][23]
- 2025年3-6月『ROBIN THE HERO(罗宾汉)』飾演:精霊サラマンダー(火精靈沙羅曼達) 新人公演 飾演:スカーレット・パーカー(斯嘉麗·派克)(正式公演:華純沙那)『オーヴァチュア!(序曲)』[24]
- 2025年8月 寶塚Bow Hall 『ステップ・バイ・ミー(站在我這邊)』飾演:リリー(莉莉)/エイミー(艾美)[25]＊第一次擔任寶塚Bow Hall公演女主角
- 2025年11月-2026年2月『ボー・ブランメル～美しすぎた男～(美男布魯梅爾)』『Prayer～祈り～(祈禱)』

## 外部連結
- 寶塚官網星泽亚里沙簡介（页面存档备份，存于）